# Brachionopus pretoriae
Brachionopus pretoriae é uma espécie de aranha pertencente à família Theraphosidae.